# Yusuke Tanaka (gimnasta)
Yusuke Tanaka (Japón, 29 de noviembre de 1989) es un gimnasta artístico japonés, ganador del oro en la competición por equipos de la Olimpiada de Río 2016, y de la plata en la misma competición en la Olimpiada de Londres 2012.
En los mundiales ha conseguido tres medallas en la competición por equipos: plata en Tokio 2011, de nuevo plata en Nanning 2014 y oro en Glasgow 2015. Individualmente ha logrado el bronce en el concurso general individual en Nanning 2014.